# Ростовский областной музей краеведения

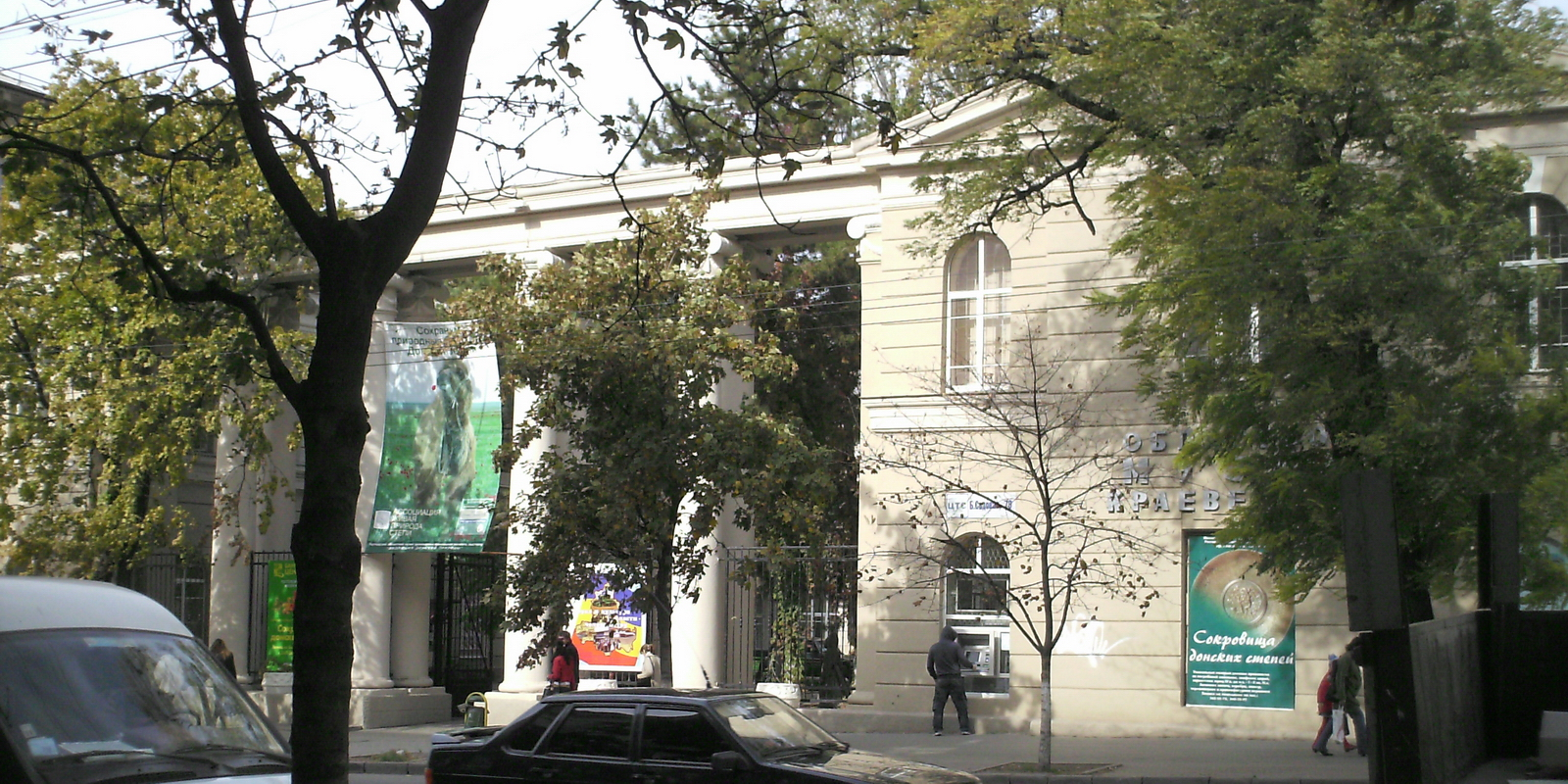
Вид с Большой Садовой улицы

Ростовский областной музей краеведения — музей в городе Ростове-на-Дону (Большая Садовая ул., 79). Один из крупнейших на юге России. Основан в 1937 году в связи с образованием Ростовской области. Музей представляет природу, культуру и историю Ростовской области. Наиболее интересная экспозиция представлена в зале «Сокровища Донских курганов» — 2000 предметов из золота и серебра IV в. до н. э. — VIII в. н. э.
Ростовский краеведческий музей — ведущий научный центр по разработке проблем истории, этнографии, материальной культуры Дона, научно-методический центр по проблемам внедрения регионального компонента в общеобразовательный процесс.

## История
Впервые вопрос об открытии музея в Ростове-на-Дону был поднят городским главой А. М. Байковым ещё в 1862 году, однако прошло ещё много лет, прежде чем эта идея смогла воплотиться в жизнь.
Ростовский городской музей, от которого ведёт свою историю Ростовский областной музей краеведения, был открыт 1 мая 1910 года. Его создание стало возможным благодаря стараниям городских меценатов, краеведов, членов Городской Думы и просто энтузиастов. Особенный вклад в эту работу внесли члены «Ростовского Общества истории, древностей и природы» М. Б. Краснянский, А. М. Ильин и В. И. Асмолов. Здание городского музея, специально построенное для его нужд, располагалось по адресу Думский проезд, 5 и сохранилось вплоть до наших дней. Посещение музея было бесплатным для всех.
Музей практически прямо с момента своего создания стал одним из научных и культурных центров города: просветительскую деятельность здесь вели члены «Ростовского Общества», выступавшие с лекциями на темы, связанные с историей Дона.
С 1920 года известен как «Донской областной советский музей искусств и древностей». Фонды музея были пополнены предметами живописи, антиквариатом и в особенности материалами, связанными с историей революционных событий на Дону.
В 1937 году в здании на ул. Пушкинской, 204 был организован Областной музей краеведения на базе экспонатов Музея искусств и древностей.
Во время оккупации города нацистами здание было разрушено, экспонаты ― разграблены. Тем не менее сразу после освобождения города в 1943 году войсками Красной армии были предприняты мероприятия по розыску остатков коллекции, которые частично увенчались успехом.
В 1951 году музею было выделено новое здание по адресу улица Большая Садовая, 79, где он размещается и по сей день. Это здание является памятником архитектуры областного значения и было построено ещё в начале XX века.
С 2001 года музей является членом Союза музеев России.
В 2002 году в музее началась реэкспозиция. Теперь здесь представлены экспонаты, относящиеся как к древнейшим временам, так и современному периоду.
Музей по-прежнему является крупным научным центром города, здесь проводятся лекции и мероприятия, посвященные знаменательным датам области и страны.

## Известные сотрудники
- Келлер, Петр Степанович (1909—1997) — российский художник, живописец[4]. Работал в 1930-е годы хранителем отдела изобразительного искусства[4].